# فينس غونزاليس
فينس غونزاليس هو لاعب كرة قاعدة كوبي، ولد في 28 سبتمبر 1925 في Quivicán ‏ في كوبا، وتوفي في 11 مارس 1981 في سيوداد ديل كارمن في المكسيك.

## وصلات خارجية
- فينس غونزاليس على موقعبيزبول رفرنس.كوم (الدوري الرئيسي) (الإنجليزية)
- فينس غونزاليس على موقعبيزبول رفرنس.كوم (الدوري الثانوي) (الإنجليزية)